# Горшков, Леонид Иванович
Леони́д Ива́нович Горшко́в (9 октября 1924 — 22 февраля 2015) — советский инженер, доктор технических наук, профессор, заместитель председателя Военно-промышленной комиссии при Президиуме Совета Министров СССР. Герой Социалистического Труда (1974), лауреат Ленинской премии и Государственной премии СССР.

## Биография
Родился в Москве в семье служащего, участника Первой мировой и Гражданской войн.
Отец после увольнения по инвалидности из РККА с 1936 года работал служащим в Военной академии Генерального Штаба. Детство и юность Леонид Иванович провел в Москве на Малой Дорогомиловской улице, где пошёл в первый класс школы, находившейся по соседству с домом.
К началу Великой Отечественной войны окончил 9 классов школы. В просьбе отправить его на фронт Леониду в военкомате отказали как не достигшему положенного для призыва в армию возраста, и тогда он пошёл на хитрость: подал заявление повторно, сказав, что потерял паспорт. В результате был направлен для прохождения курса молодого бойца в окрестности города Одинцово Московской области, где шло формирование 21-й дивизии народного ополчения Киевского района Москвы, и был назначен заместителем политрука пулеметной роты. Однако завершить полный курс обучения не удалось, так как дивизию подняли по тревоге и перебросили под город Киров[уточнить]. В бою был тяжело ранен, чуть не лишился ноги. Находясь на длительном лечении в госпитале, за три месяца сдал экстерном на «отлично» все экзамены за 10-й класс средней школы, что помогло ему в дальнейшем продолжить образование.
После возвращения из госпиталя жил с отцом и матерью в общежитии Академии Генерального Штаба, так как от родного дома после первой же бомбардировки Москвы осталось лишь пепелище. Среди новых соседей Горшковых был будущий командующий Воздушно-десантными войсками Иван Иванович Затевахин, который предложил Леониду поработать в аппарате командования ВДВ помощником начальника отдела, а фактически — своим порученцем. Горшков регулярно сопровождал Затевахина в его поездках по войскам.
В январе 1943 года, находясь в расположении штаба 62-й армии, Горшков получил тяжелейшую контузию, потеряв речь и зрение, и самолётом был отправлен в столицу. Выздоровев, он добился, чтобы его направили во вновь сформированный специальный полк. В октябре 1944 года при выполнении боевого задания он был в очередной раз серьёзно контужен.
После выздоровления был направлен для прохождения службы в 861-ю Центральную авиационную базу ВВС СССР. Из-за контузий часто болел, поэтому снова лечился в госпитале в Москве, затем в Кисловодске.
Демобилизовавшись в 1946 году, без сдачи вступительных экзаменов поступил на физический факультет МГУ. На 2-м курсе выбрал специализацию радиолокации, а после 3-го курса был распределён для прохождения производственной практики в головной институт по радиолокации Министерства вооружения СССР — НИИ-20, где ввиду секретности темы и проходила защита его университетского диплома.
Окончив МГУ в 1951 году, по личной рекомендации Министра вооружения СССР Д. Ф. Устинова поступил на учёбу в аспирантуру при НИИ-20.
В этот период невиданными темпами шла разработка первой советской зенитно-ракетной системы ПВО С-25, проходили её полигонные испытания. В качестве головного завода по производству аппаратуры для системы был определён Кунцевский механический завод (КМЗ). При заводе в 1952 году создали Специальное монтажное управление № 304 (СМУ-304), на которое была возложена ответственность за монтаж, настройку и сдачу заказчику радиолокаторов наведения Б-200. Катастрофически не хватало технических руководителей по настройке станций, и генеральный конструктор КБ-1 А. А. Расплетин предложил назначить главными настройщиками аспирантов НИИ-20, обладавших не только хорошими инженерными знаниями, но и организаторскими способностями. Коллегия Министерства оборонной промышленности СССР приняла решение о приостановлении их учёбы в аспирантуре и временном командировании в СМУ, где они возглавят работу по настройке аппаратуры, а затем проведут её испытания и сдадут заказчику. Среди них оказался и Леонид Иванович. После трёхнедельных занятий в городе Загорске приступил уже в качестве главного настройщика к работе на секретном «объекте 30200». Проявил себя прекрасным организатором и руководителем, строго спрашивая с подчинённых соблюдения планов и графиков. Полностью укомплектовал штат настройщиков, которые работали по 14—16 часов в сутки с одним выходным днём в месяц.
В 1954 году назначен на специально введённую должность заместителя главного инженера СМУ-304. Инициатором назначения был Расплетин, убедившийся в техническом и организаторском таланте Горшкова. В его ведении находился теперь не один, а 56 объектов, составлявших внутреннее и внешнее кольца Московской системы ПВО СССР С-25.
В мае 1955 года ему была поставлена задача построить полноразмерную систему С-25 на полигоне Капустин Яр и предъявить её на государственные испытания к концу сентября 1955 года, то есть выполнить порученную работу за четыре с половиной месяца. При этом объекты Московской системы С-25 выходили на заводские испытания через 10—14 месяцев с момента начала работ при 12—14-часовом рабочем дне для инженеров-настройщиков. В ходе работ на полигоне он в очередной раз продемонстрировал свои блестящие организаторские способности, проявил себя как крупный инженер и учёный. К сентябрю 1955 года задача была выполнена.
Вернувшись с полигона, приступил к своим обязанностям заместителя главного инженера СМУ, но вскоре был назначен начальником СМУ и одновременно заместителем директора Кунцевского механического завода.
С 1956 года по 1965 год — начальник ОКБ Кунцевского механического завода, на которое в новых условиях возлагалась обязанность проведения расширенной модернизации всех зенитно-ракетных комплексов, разработанных КБ-1 и производимых на КМЗ.
В сжатые сроки увеличив с 400 до 2000 человек численность сотрудников ОКБ, занялся созданием более комфортных условий для работы сотрудников лабораторий и конструкторских отделов. Под его руководством была разработана и внедрена автоматизированная система планирования и контроля за выполнением плана, автоматизированная проверка монтажа шкафов и кабин, что существенно повысило производительность труда конструкторов. С большим вниманием отнесся к организации взаимодействия с КБ-1, работавшим над созданием первой мобильной зенитной ракетной системы С-75, а затем новейших систем С-125 и С-175. Не увидев никаких новых технических решений в С-175, предложил вариант системы, разработанной его ОКБ, не требовавшей для налаживания производства полного переоснащения головного завода и разработки сотен новых инструкций и наставлений для военных. Получив поддержку Александра Расплетина, был назначен главным конструктором новой разработки. В результате появился зенитный ракетный комплекс С-75МВ («Волхов»), в котором были использованы фундаментальные решения, применённые в КБ-1 при разработке системы С-75М («Десна»). В состав комплекса была введена РЛС П-12, позволявшая командиру дивизиона наводить сектор обзора системы С-75МВ на цели, указанные командиром бригады, распределявшим их между дивизионами. Появились две параболические антенны, а затем — небольшая телевизионная камера, благодаря которой операторы могли обнаруживать и сопровождать цель без включения передатчиков. Комплекс был принят на вооружение и стал на многие годы основной системой противовоздушной обороны СССР.
В 1965 году — заместитель председателя Государственного комитета СССР по радиоэлектронике (ГКРТ), а после преобразования ГКРТ в Минрадиопром в 1965—1966 годах — начальник 13-го Главного управления и член коллегии Министерства радиопромышленности СССР.
С 1966 года — заместитель председателя Военно-промышленной комиссии (ВПК) при Президиуме Совета Министров СССР. В этой должности проработал 20 лет, с первых дней курировал вопросы, связанные с созданием средств и систем противоракетной обороны (ПРО), ПВО страны и сухопутных войск, решением различных задач по линии Министерства обороны СССР и народного хозяйства страны в целом. Обеспечил охрану воздушного пространства египетской столицы Каира от вторжений израильской авиации. Указом Президиума Верховного Совета СССР в 1974 году Горшкову Леониду Ивановичу было присвоено звание Героя Социалистического Труда.
Один из организаторов производства в стране высококлассной аппаратуры класса HI-FI, таких как усилитель БРИГ и др. Для чего разрешал использовать в их производстве компоненты, используемые только в оборонной промышленности.
С 1986 года — персональный пенсионер союзного значения. Жил в Москве. Активно участвовал в работе Президиума «Союза ветеранов войск ПВО».
Академик Международной академии связи.
Умер 22 февраля 2015 года. Похоронен в Москве на Троекуровском кладбище.

## Награды
- Медаль «Серп и Молот»
- Четыре Ордена Ленина
- Орден Октябрьской Революции
- Орден Отечественной войны II степени
- Три Ордена Трудового Красного Знамени
- Ленинская премия (1965)
- Государственная премия СССР (1983)
- другие награды